# ماریون (شهرستان لیوینگستون، میشیگان)
ماریون (به انگلیسی: Marion Township) یک منطقهٔ مسکونی در ایالات متحده آمریکا است که در شهرستان لیوینگستون، میشیگان واقع شده‌است.
 ماریون ۹۲٫۸ کیلومتر مربع مساحت و ۹٬۹۹۶ نفر جمعیت دارد و ۲۸۲ متر بالاتر از سطح دریا واقع شده‌است.